# Faniel Tewelde
Faniel Tewelde, né le 9 septembre 2006 en Norvège, est un footballeur norvégien, qui évolue au poste d'ailier gauche à Lommel SK.

## Biographie

### En club
Né en Norvège, Faniel Tewelde est issu d'une famille originaire d'Erythrée venue s'installer à Skien. Il commence le football à l'IF Herkules (en) avant de rejoindre l'Odds BK, où il poursuit sa formation. Le 9 décembre 2021, il signe son premier contrat professionnel, d'une durée de trois ans, à seulement quinze ans. Il est le plus jeune joueur à signer professionnel pour l'Odds BK.
Tewelde joue son premier match en professionnel le 19 mai 2022, lors d'une rencontre de coupe de Norvège face au Hei IL. Il entre en jeu et son équipe s'impose par six buts à un.
Il joue son premier match d'Eliteserien, l'élite du football norvégien, le 30 octobre 2022, face au Lillestrøm SK. Il entre en jeu à la place de Syver Aas, et se fait remarquer en délivrant une passe décisive pour Mikael Ingebrigtsen (en) sur l'ouverture du score. Son équipe s'impose par deux buts à zéro,.
Le 1er juin 2023, Tewelde inscrit son premier but en professionnel lors d'une rencontre de coupe de Norvège face au Notodden FK. Entré en jeu, il participe à la victoire de son équipe par cinq buts à deux. 
Le 25 juillet 2024, Faniel Tewelde rejoint la Belgique afin de s'engager en faveur du Lommel SK pour un contrat courant jusqu'en juin 2027.

### En sélection
Faniel Tewelde représente la Norvège en sélection, débutant avec les moins de 15 ans, avec lesquels il joue sept matchs en 2021, et marque deux buts.